# Бельвінь
Бельвінь (фр. Bellevigne) — муніципалітет у Франції, у регіоні Нова Аквітанія, департамент Шаранта. Бельвінь утворено 1 січня 2017 року шляхом злиття муніципалітетів Еравіль, Малавіль, Нонавіль, Тузак i Вівіль. Адміністративним центром муніципалітету є Малавіль. Населення — 1278 осіб (01.01.2021).